# Сноу, Джек
Джек Сноу (англ. Jack Snow, при рождении Джон Фредерик Сноу; 1907—1956) — американский писатель и радиожурналист.

## Биография
Родился в штате Огайо. После смерти Л. Ф. Баума в 1919 двенадцатилетний Д. Сноу предложил издательству Reilly & Lee своё продолжение серии книг о стране Оз, которое было вежливо отклонено.
Во время второго года обучения в высшей школе Сноу работал колумнистом в газете The Cincinnati Enquirer, где вёл обзор радиопередач — первый в американской журналистике. Впоследствии работал в печатных СМИ, а также на радио — радиостанции WING (Огайо), и семь лет в NBC в Нью-Йорке. В 1944 Сноу попытался организовать на NBC серию радиопередач по рассказам Р.Брэдбери.
В 1920—1940-х Сноу опубликовал пять своих книг в журнале мистики и саспенса Weird Tales: «Ночные Крылья» (1927), «Яд» (1928), «Второе детство» (1945), «Семя» (1946) и «Полночь» (1946). Также его перу принадлежит рассказ «Убийство в стране Оз», написанный для дайджеста Ellery Queen’s Mystery Magazine, но редакторы отвергли его, и рассказ был посмертно опубликован в журнале The Baum Bugle — издании Международного клуба поклонников Волшебника страны Оз.
Д. Сноу написал две книги о стране Оз, изданные в 1940-х, а также справочник «Кто есть кто в Стране Оз», изданный в 1954, который содержит описания всех персонажей книг о стране Оз. Ходили слухи, что Сноу является автором ещё одной книги этого цикла — «За Радугой в страну Оз», посвящённой ранней истории страны Оз, но её рукопись так и не была обнаружена.
По некоторым сведениям, Сноу был гомосексуалистом. Скончался в Нью-Йорке и был похоронен на родине, в Пикве, штат Огайо, в безымянной могиле на кладбище Форест-Хилл, рядом с могилой отца, Джона Алонсо Сноу.